# Ёкояма, Хироки
Хироки Ёкояма (яп. 横山•大希 англ. Hiroki Yokoyama, родился 18 февраля 1994 года, Кобе, префектура Хиого) — японский шорт-трекист. Участвовал в зимних Олимпийских играх 2018 года, бронзовый призёр чемпионата мира 2018 года в эстафете. Обучался в «Университет Квансей Гакуин» на экономическом факультете с 2012 по 2016 год. С 2016 года выступает за команду Toyota Motor Corporation и работает в отделе разработки основных материалов.

## Спортивная карьера
Хироки Ёкояма родился в Сакаиде. В возрасте одного года из-за работы его отца семья переехала в Кобе, в префектуру Хиого. С юных лет Хироки проявлял интерес к различным видам спорта: гимнастике, бегу на длинные дистанции, теннису, плаванию, хоккею и катанию на коньках. В возрасте 10 лет, когда учился в 4-м классе начальной школы Хигаси-Таруми, он решил заниматься шорт-треком. При поддержке учителя конькобежного спорта вступил в местный клуб «Shin-Kobe Speed Seminar», где мог свободно участвовать в тренировках.
Когда Ёкояма поступил в среднюю школу; когда каток, который летом использовался как тренировочная площадка, был закрыт. Поэтому юному спортсмену пришлось пойти на другой, в Осаке, и вступить в местный клуб там. На втором году обучения в младших классах неполной средней школы результаты тренировок начали проявляться в фактических достижениях. Он был выбран представителем Японии на Asian Open Trophy (международные соревнования в азиатском регионе), и впервые надел форму с японским флагом.
Когда учился в 3-м классе неполной средней школы, его тело сильно укрепилось и подросло, и благодаря своему телосложению он смог выиграть национальный турнир в возрасте 14-ти лет. В 2010 году выиграл 3-е место в общем зачете на Всеяпонском чемпионате среди юниоров. В первый год старшей школы, в возрасте 17-и лет он попал в юниорскую сборную Японии и на чемпионате мира среди юниоров 2011 года в Курмайоре выиграл серебро в эстафете и занял 9-е место в общем зачёте.
В 2012 году на юниорском чемпионате мира в Мельбурне в многоборье стал 10-м, а в эстафете занял 5-е место. На Всеяпонском чемпионате в беге на 1000 м и 1500 м занял 2 место, а также стал победителем Всеяпонского чемпионата Японии по шорт-треку среди юниоров. В феврале 2013 года на чемпионате мира среди юниоров в Варшаве поднялся на 3-е место в эстафете и 15-е в личном зачёте.
В ноябре 2014 года начал выступления на Кубке мира в Солт-Лейк-Сити и занял 8-е место в беге на 1500 метров, а также выиграл Всеяпонский чемпионат в общем зачёте. В феврале 2015 года на зимней Универсиаде в Гранаде в беге на 500 м, 1500 м и в эстафете занял 4-е места. В марте на чемпионате мира в Москве занял 15-е место в общем зачёте. После этого он выиграл Всеяпонский чемпионат на дистанции 1000 метров и занял 2-е место на 1500 метров.
В сезоне 2015/16 на Кубке мира занял лучшее 6-е место в Нагое в беге на 1500 метров. Стал победителем Всеяпонского чемпионата на дистанции 1500 метров, а в сезоне 2016/17 также лучшим было 7-е место на Кубке мира в Дрездене и на Всеяпонском чемпионате по шорт-треку занял 4-е место в общем зачете.
В феврале 2017 года на зимних Азиатских играх в Саппоро завоевал бронзовую медаль в эстафете. В октябре на Кубке мира в Будапеште в эстафете поднялся на 3-е место и в Дордрехте на 4-е место. В феврале 2018 года на зимних Олимпийских играх в Пхенчхане он проиграл квалификацию на 1500 метров и занял 23-е место, а в эстафете с командой поднялся на 7-е место.
На чемпионате мира в Монреале выиграл бронзу в эстафете. В ноябре 2018 года занял 4-е место в беге на 1000 м и 5-е в эстафете на Кубке мира в Калгари, в январе 2019 года поднялся на 3-е место в общем зачёте на Всеяпонском чемпионате. В феврале на этапе в Дрездене занял 2-е место в эстафете, следом на Кубке мира в Турине поднялся на 11-е место в беге на 500 м и на 2-е в эстафете.
В марте на чемпионате мира в Софии он занял 7-е место в эстафете. В начале 2020 года на чемпионате четырёх континентов занял 4-е место в эстафете и 17-е место в общем зачёте многоборья. В марте 2020 года все соревнования были отменены из-за пандемии коронавируса.

## Семья
Его отец Синдзи работал тренером по шорт-треку в Кобе. а его тётя Миёси Като представляла Японию в шорт-треке и конькобежном спорте, участвуя в соревнованиях по конькобежному спорту на зимних Олимпийских играх 1980 года в Лейк-Плэсиде.